# Juan Pablo Ayala
Juan Pablo Ayala (25 de septiembre de 2001) es un deportista ecuatoriano que compite en judo. Ganó una medalla de bronce en los Juegos Panamericanos de 2023, en la categoría de –60 kg.

## Palmarés internacional
| Juegos Panamericanos | Juegos Panamericanos | Juegos Panamericanos | Juegos Panamericanos |
| Año                  | Lugar                | Medalla              | Categoría            |
| -------------------- | -------------------- | -------------------- | -------------------- |
| 2023                 | Santiago (Chile)     | Medalla de bronce    | –60 kg               |